# 红湾 (阿拉巴马州)
红湾（英文：Red Bay），是美国阿拉巴马州下属的一座城市。面积约为9.74平方英里（约合25.23平方公里）。根据2010年美国人口普查，该市有人口3,158人，人口密度为324.13/平方英里（约合125.17/平方公里）。